# Praid
Praid es una comuna ubicada en el distrito de Harghita, Rumania.

## Superficie
Cuenta con una superficie de 180,5 kilómetros cuadrados.

## Demografía
Hasta 2021 la población era de 6542 habitantes, con una densidad de población de 36,25 habitantes por kilómetro cuadrado.